# Orlando Gauthier
Orlando Gauthier est un footballeur professionnel argentin né le 5 avril 1934 à Bolívar (Argentine).
Il évoluait au poste de milieu de terrain.

## Clubs
- 1959-1960 :  FC Nancy (D2) : 23 matchs, 4 buts[1]
- 1960-1961 :  FC Nancy (D1) : 32 matchs, 3 buts
- 1961-1962 :  FC Nancy (D1) : 37 match, 0 but
- 1962-1963 :  FC Nancy (D1) : 33 match, 3 buts
- 1963-1964 :  Lille OSC (D2) : 28 matchs, 5 buts
- 1964-1965 :  Lille OSC (D1) : 24 matchs, 3 buts
- 1965-1966 :  Olympique de Marseille (D2) : 30 matchs, 2 buts
- 1966-1967 :  AS Aix-en-Provence (D2) : 31 matchs, 2 buts
- 1967-1968 :  AS Aix-en-Provence (D1) : 37 matchs, 2 buts
- 1968-1969 :  AS Aix-en-Provence (D2) : 27 matchs, 5 buts
- 1969-1970 :  AC Arles (D3)
- 1970-1971 :  AC Arles (D2) : 13 matchs, 0 but
- 1971-1972 :  AC Arles (D2)

## Palmarès
- Champion de D2 avec Lille OSC en 1964
- Finaliste de la coupe de France avec le FC Nancy en 1962
- Membre de l'équipe de France de football de deuxième division